# The Tension and the Spark
The Tension and the Spark è il secondo album in studio da solista del cantante australiano Darren Hayes, anche noto come membro dei Savage Garden. Il disco è uscito nel 2004.

## Tracce
1. Darkness – 5:17
2. I Like the Way – 5:04
3. Light – 4:54
4. Pop!ular – 3:53
5. Dublin Sky – 4:35
6. Hero – 4:26
7. Unlovable – 5:23
8. Void – 3:19
9. I Forgive You – 4:35
10. Feel – 4:03
11. Love and Attraction – 4:05
12. Sense of Humor – 4:47
13. Ego – 4:31